# Gyljen
Gyljen (Fins: Jyliä) is een dorp binnen de Zweedse gemeente Överkalix. Gyljen had al vroeg een kleine hoogoven annex smelterij. Later werd bosbouw belangrijk. Het fabriekspand van de zagerij uit ongeveer 1885 staat nog in het dorp. Gyljen is nu bekend vanwege de bessenteelt. Het dorp is gelegen op de westoever van de Ängesån, het ligt tegenover Vännäsberget. De E10 loopt door het dorp.
Bestuurscentrum: Överkalix (tätort)
Tätort: Vännäsberget · Svartbyn · Tallvik
Småort: Alsån · Boheden · Gyljen · Hedensbyn · Jockfall · Lansjärv · Norra Tallvik · Nybyn
Overig: Grelsbyn · Kälvudden · Lomträsk · Räktjärv · Rödupp